# Saint-André-sur-Orne

Saint-André-sur-Orne este o comună în departamentul Calvados, Franța. În 1 ianuarie 2022 avea o populație de 1.727 de locuitori.